# Patricia Kabbah
Patricia Kabbah (nhũ danh Tucker; Ngày 17 tháng 3 năm 1933 - 8 tháng 5 năm 1998) là một luật sư Sierra Leonean, từng là Đệ nhất phu nhân của Sierra Leone từ 1996-1998. Cô là người vợ đầu tiên của Tổng thống thứ ba của Sierra Leone, Ahmad Tejan Kabbah.

## Niên thiếu và Sự nghiệp giảng dạy
Patricia Lucy Kabbah sinh ngày 17 tháng 3 năm 1933 tại Gbap, quận Bonthe, có cha mẹ là người dân tộc Sherbro ở tỉnh miền Nam Sierra Leone, quốc gia châu Phi chịu ảnh hưởng bởi Vương quốc Anh.
Cô học tại trường tiểu học Tu viện St. Joseph ở Bonthe và trường trung học St. Joseph's Convent ở Freetown. Sau đó, cô được Phái bộ Công giáo thuê để dạy tiếng Anh và tiếng Pháp tại Trường Trung học St. Joseph ở Freetown.
Sau hai năm giảng dạy, cô Tucker đã học ở Hoa Kỳ và nhận bằng Cử nhân tiếng Anh tại Đại học Toledo, ở Toledo, Ohio vào năm 1959 và bằng Thạc sĩ Ngôn ngữ Pháp tại Đại học Chicago, Chicago, Illinois ở 1963.

## Nghề nghiệp
Cô trở lại Sierra Leone vào năm 1963, nơi cô được bổ nhiệm làm Trợ lý Bộ trưởng, dưới quyền quản lý của cựu Thủ tướng Sierra Leone Milton Margai. Trong thời gian này, cô đã gặp và kết hôn với tổng thống cuối cùng của Sierra Leone, Ahmad Tejan Kabbah vào năm 1965. Họ là một liên minh liên tôn giáo vì cô là một người theo Công giáo sùng đạo và chồng cô lại là người Hồi giáo. Cô đã cùng Kabbah đến Anh, nơi cả hai cùng học luật ở đó.
Cô đã tham gia với chồng mình ở Lesicia, nơi cô bắt đầu hành nghề luật sư tại các phòng của luật sư nổi tiếng, nơi cô là luật sư nữ duy nhất trong cả nước. Cô cũng hành nghề luật sư ở Tanzania và tham gia vào các hoạt động ngoại giao như báo cáo về tình trạng pháp lý của đứa trẻ và người mẹ châu Phi tại UNICEF.
Gia đình cô chuyển đến thành phố New York vào năm 1981, nơi Kabbah có được một cuộc hợp tác nghiên cứu về chính trị tại Ủy ban chống thực dân của Liên hợp quốc. Sau đó, bà được thăng chức làm Trưởng Văn phòng Điều hành, Vụ Chính trị, Hủy bỏ thuộc địa của Ủy thác, với trách nhiệm đặc biệt về Ngân sách, Nhân sự và Tổng cục. Cô Kabbah cũng dạy tiếng Pháp và tiếng Anh tại Đại học Thành phố New York.

## Chính trị
Kabbah quay trở lại Sierra Leone vào năm 1995. Trong thời gian đó, cô đã chấp nhận được cử vào vị trí chủ tịch của ủy ban được thành lập để xây dựng kế hoạch trở lại chính phủ dân sự và soạn thảo một hiến pháp mới. cho quốc gia này 
Hội đồng cầm quyền lâm thời quốc gia (NPRC), một chính phủ quân sự dưới sự lãnh đạo của Chuẩn tướng Julius Maada Bio đã tổ chức cuộc tổng tuyển cử vào năm 1996, đây là cuộc tổng tuyển cử đầu tiên của Sierra Leone kể từ tháng 3 năm 1967.
Chồng bà Ahmad Tejan Kabbah được Đảng Nhân dân Sierra Leone (SLPP) đề cử ra tranh cử tổng thống và trở thành chủ tịch mới của Sierra Leone.

## Đệ nhất phu nhân Sierra Leone
Với tư cách là Đệ nhất phu nhân của Sierra Leone, Kabbah đã lên kế hoạch thành lập Văn phòng của Đệ nhất phu nhân mà từ đó cô điều hành các dự án của riêng mình. Tuy nhiên, dưới ảnh hưởng của các thành viên trong bữa tiệc của mình, chồng cô đã ngăn chặn điều này.
Cô đã nỗ lực sử dụng các kỹ năng của mình như một luật sư và quản trị viên để làm việc với chồng nhưng một lần nữa bị từ chối bởi các thành viên của Đảng Nhân dân Sierra Leone do nam giới thống trị, người tin rằng vai trò của Đệ nhất phu nhân vẫn chủ yếu mang tính biểu tượng.

## Qua đời
Kabbah qua đời trong một bệnh viện ở London chỉ một tháng sau khi cô và chồng cô định cư ở Sierra Leone.
Không lâu sau khi cô qua đời, chồng cô kết hôn với Isata Jabbie, người trở thành Đệ nhất phu nhân thứ tư của Sierra Leone.

## Di sản
Di sản lâu dài của cô là công trình của cô trên hiến pháp mới của Sierra Leone.
Hai trường, Trường tiểu học Lady Patricia Kabbah ở Regent và Trường Trung học Tưởng niệm Lady Patricia Kabba, được đặt theo tên của cô tại Goderich.